# Max Blau
Max Blau (Múnic, 19 de desembre de 1918 - Berna, 25 d'agost de 1984) fou un jugador d'escacs suís.

## Resultats destacats en competició
Va guanyar quatre cops el Campionat d'escacs de Suïssa (1953, 1955, 1956, i 1967), i obtingué el títol de Mestre Internacional el 1953.

### Olimpíades d'escacs
Blau va representar Suïssa en set Olimpíades d'escacs (de 1954 a 1968), catorze cops a la Copa Clare Benedict (des de 1953 fins a 1972, i hi guanyà quatre medalles individuals i dues - d'or - per equips), i en matxs amistosos contra França (1946, 1965), Iugoslàvia (1949, 1950), RFA (1951, 1952), Espanya (1953, 1954), Àustria (1953, 1955), i Itàlia (1951, 1952, 1958, 1969).
| Any  | Olimpíada       | Ciutat    | Tauler | + | = | - | Punts | %     | Class.Equip |
| ---- | --------------- | --------- | ------ | - | - | - | ----- | ----- | ----------- |
| 1954 | XI Olimpíada    | Amsterdam | 2n     | 6 | 2 | 5 | 7     | 53,9% | 13è (de 26) |
| 1956 | XII Olimpíada   | Moscou    | 1r     | 5 | 9 | 3 | 9.5   | 55,9% | 9è (de 34)  |
| 1958 | XIII Olimpíada  | Múnic     | 2n     | 5 | 5 | 7 | 7.5   | 44,1% | 8è (de 36)  |
| 1962 | XV Olimpíada    | Varna     | 1r     | 6 | 6 | 6 | 9     | 50,0% | 22è (de 37) |
| 1964 | XVI Olimpíada   | Tel-Aviv  | 2n     | 6 | 2 | 6 | 7     | 50,0% | 30è (de 50) |
| 1966 | XVII Olimpíada  | L'Havana  | 3r     | 7 | 8 | 2 | 11    | 64,7% | 18è (de 52) |
| 1968 | XVIII Olimpíada | Lugano    | 3r     | 4 | 6 | 3 | 7     | 23,9% | 21è (de 53) |

### Torneigs internacionals
En torneigs, el 1947 empatà als llocs 7è-8è al Torneig Zonal de Hilversum; el 1949/50 guanyà el torneig de Luzern; el 1952 fou 4t a Zuric; el 1959 empatà als llocs 15è-16è a Zuric, i el 1961 va guanyar a Birseck.